# Ognissanti Madonna
Az Ognissanti Madonna (más néven Trónoló Madonna) a firenzei Uffizi-képtárban található fára festett kép, Giotto di Bondone alkotása. 1310 körül készülhetett, mérete 325×204 cm.
A művész az Ognissanti-templomba készülő képre az Umiliati barátoktól kapott megbízást, aminek a pontos dátuma nem ismert, valószínűleg a 14. század első évtizedére tehető. Egy időben úgy vélték, hogy a kép a főoltárra készült, de ezt a véleményt már többen nem osztják, szerintük a kép egy másik oltáron állhatott, ami a főhajót két részre osztó szentélytől elválasztó korlát jobb oldalán állt.
Szűz Mária a képen egy trónon ül. A trón márványból készült, lábai rövidülésben vannak ábrázolva. A trón körül angyalok, szentek, pátriárkák, apostolok állnak. Az egyik angyal a Mária attribútumának számító koronát tartja, a másik egy ostyával teli szentségtartót, ami Krisztus szenvedéseire utal. Az előtérben térdeplő angyalok egy-egy vázában liliomot, vörös és fehér rózsát tartanak, amik a tisztaság, a könyörületesség és a szüzesség szimbólumai.